# Robert Wangila
Robert Wangila, né le 3 septembre 1966 à Nairobi et mort le 24 juillet 1994 à Las Vegas, est un boxeur kényan. Champion olympique aux Jeux olympiques d'été de 1988, il devient professionnel en poids welters. Il meurt des suites de son 28e combat professionnel quelques heures après avoir été arrêté par l'arbitre.

## Carrière
Robert Wangila est médaillé d'or dans la catégorie des poids welters aux Jeux africains de Nairobi en 1987. Il conclut sa carrière amateur en devenant champion olympique aux Jeux olympiques d'été de 1988. En finale du tournoi de la catégorie welters, il bat par KO le Français Laurent Boudouani dans la deuxième reprise avec des droites puissantes. Il devient le premier boxeur africain noir à remporter une médaille d'or olympique,.
Champion olympique, le Kényan est l'un des boxeurs les plus attendus dans le monde professionnel. Wangila émigre aux États-Unis où il remporte ses douze premiers combats professionnels avant de perdre par KO contre Eric Hernandez en 1990. En décembre 1991, le boxeur kényan est battu par l'Américain Buck Smith par KO dans la deuxième reprise lors d'un combat diffusé par la chaîne ESPN. Les observateurs se questionnent sur son manque de mouvement, ses manques de techniques défensives et ses pieds lourds.
Il a un bilan de 22 victoires dont 16 par KO et 5 défaites après avoir été battu par David Gonzales à l'hôtel Aladdin de Las Vegas en juillet 1994. Malmené, Wangila oblige l'arbitre Joe Cortez à arrêter le combat dans la neuvième reprise au profit de Gonzales, malgré ses protestations. Après le combat, Wangila marche sans problème, ne se plaint pas de mal de tête et est alerte auprès du médecin. Trente minutes après son KO, le boxeur commence à vomir puis s'écroule. Emmené à l'hôpital, les médecins découvrent une large caillot sanguin du côté droit de sa tête, nécessitant une opération au lendemain matin du combat. Le lundi 24 juillet 1994 à 10 h 30, Robert Wangila meurt à l'âge de 26 ans,. Son corps est envoyé au Kenya pour qu'il soit enterré sur ses terres. Converti à l'islam à la suite de son départ pour les États-Unis, Robert Wangila avait émis le souhait d'être enterré selon le rite musulman, ce que confirme son épouse. Des affrontements éclatent entre un groupe de musulmans, qui souhaite enterrer la dépouille selon le rite musulman, et certain des proches du boxeur, forçant l'intervention de la police anti-émeute. Finalement, un juge tranchera en faveur de l'enterrement musulman.

## Palmarès
Jeux olympiques
- Médaille d'or en poids welters aux Jeux olympiques d'été de 1988 à Séoul, Corée du Sud[8].

Jeux africains
- Médaille d'or en poids welters aux Jeux africains de 1987 à Nairobi, Kenya[9].

## Liste des combats professionnels
| 27 combats      | 22 victoires | 5 défaites |
| Avant la limite | 16           | 5          |
| Sur décision    | 6            | 0          |

| Décision possible : KO • TKO (KO technique) • UD (décision aux points unanime) • MD (décision aux points majoritaire) • SD (décision aux points partagée) • D (match nul) • NC (sans décision) • RTD (abandon) |        |                     |      |              |                   |                                        |                                                          |
| Résultat | Record | Adversaire          | Type | Round        | Date              | Lieu                                   | Notes                                                    |
| Défaite | 22-5   | David Gonzalez      | TKO  | 9 (10)       | 22 juillet 1994   | The Aladdin, Las Vegas                 |                                                          |
| Victoire | 22-4   | Jesus Mayorga       | UD   | 8            | 6 mai 1994        | Aladdin Hotel & Casino, Las Vegas      |                                                          |
| Défaite | 21-4   | Troy Waters         | TKO  | 6 (12)       | 25 octobre 1993   | Great Western Forum, Inglewood         | Titre World Boxing Board des poids super-welters en jeu. |
| Victoire | 21-3   | Pedro Aguirre       | KO   | 1 (10)       | 13 septembre 1993 | Great Western Forum, Inglewood         |                                                          |
| Victoire | 20-3   | William Hernandez   | TKO  | 5 (10)       | 24 juin 1993      | Irvine, Californie                     |                                                          |
| Défaite | 19-3   | William Hernandez   | UD   | 8 (10)       | 15 mars 1992      | Bally's Las Vegas, Las Vegas           |                                                          |
| Défaite | 19-2   | Buck Smith          | UD   | 2 (10), 1:06 | 19 décembre 1991  | Hacienda Hotel, Las Vegas              |                                                          |
| Victoire | 19-1   | Martin Quiroz       | UD   | 10           | 25 octobre 1991   | Hacienda Hotel, Las Vegas              |                                                          |
| Victoire | 18-1   | Mariano Solorio     | RTD  | 5 (8)        | 16 août 1991      | Hacienda Hotel, Las Vegas              |                                                          |
| Victoire | 17-1   | Javier Sanchez      | TKO  | 2 (8)        | 27 juin 1991      | Bally's Las Vegas, Las Vegas           |                                                          |
| Victoire | 16-1   | Ray Collins         | TKO  | 6 (8)        | 7 avril 1991      | Bally's Las Vegas, Las Vegas           |                                                          |
| Victoire | 15-1   | Steve Barreras      | TKO  | 6 (8)        | 24 février 1991   | Bally's Las Vegas, Las Vegas           |                                                          |
| Victoire | 14-1   | Verdell Smith       | TKO  | 3 (6)        | 8 décembre 1990   | Rawhide Western Theme Park, Scottsdale |                                                          |
| Victoire | 13-1   | Calvin Meeks        | TKO  | 2 (8)        | 25 octobre 1990   | Civic Plaza, Phoenix                   |                                                          |
| Défaite | 12-1   | Eric Hernandez      | TKO  | 6 (8)        | 27 juillet 1990   | Bally's Las Vegas, Las Vegas           |                                                          |
| Victoire | 12-0   | Jorge Hernandez     | TKO  | 3 (8)        | 14 juin 1990      | The Holiday Casino, Las Vegas          |                                                          |
| Victoire | 11-0   | Clarence White      | UD   | 6            | 29 avril 1990     | Caesars Hotel & Casino, Atlantic City  |                                                          |
| Victoire | 10-0   | Ramon Felix         | TKO  | 3 (8)        | 1er avril 1990    | Caesars Tahoe, Stateline               |                                                          |
| Victoire | 9-0    | Roberto Garcia      | TKO  | 2 (6)        | 1er décembre 1989 | Hacienda Hotel, Las Vegas              |                                                          |
| Victoire | 8-0    | Roddy Blake         | TKO  | 1 (6)        | 31 octobre 1989   | Showboat Hotel & Casino, Las Vegas     |                                                          |
| Victoire | 7-0    | Anthony Martinez    | KO   | 5 (6)        | 19 septembre 1989 | Veteran's Coliseum, Jacksonville       |                                                          |
| Victoire | 6-0    | Keith Banks         | TKO  | 4 (6)        | 14 août 1989      | Lawlor Events Center, Reno             |                                                          |
| Victoire | 5-0    | Jose Emanuel Varela | TKO  | 1 (6)        | 4 juillet 1989    | Sharkey's Cowpasture, Gardnerville     |                                                          |
| Victoire | 4-0    | Buck Smith          | MD   | 6            | 12 juin 1989      | Caesars Palace, Las Vegas              |                                                          |
| Victoire | 3-0    | Ariel Conde         | UD   | 1 (4)        | 25 avril 1989     | Showboat Hotel & Casino, Las Vegas     |                                                          |
| Victoire | 2-0    | Louis Saucedo       | UD   | 4            | 25 mars 1989      | Hilton Hotel, Las Vegas                |                                                          |
| Victoire | 1-0    | Sidney Ubeda Gomes  | UD   | 4            | 24 février 1989   | Convention Center, Atlantic City       |                                                          |